# Музей невинности (роман)
Музей невинности (тур. Masumiyet Müzesi) — роман турецкого писателя Орхана Памука. Опубликован в 2008 году, русское издание в переводе Аполлинарии Аврутиной вышло в 2009 году. В 2012 году Памук открыл одноимённый музей, связанный по смыслу с романом.

## Описание
Главный герой романа — Кемаль Басмаджи, выходец из богатой стамбульской семьи, собирающийся жениться на Сибель. В романе описывается любовь Кемаля к своей дальней родственнице Фюсун, чья семья гораздо беднее его семьи. Обедая с Фюсун и её родителями, Кемаль незаметно ворует вещи, имеющие к ней отношение. Впоследствии он создаёт Музей невинности, посвящённый своей любви к Фюсун и дням, проведённым с ней. В конце романа Кемаль обращается к писателю Орхану Памуку, который по сюжету присутствовал со своей семьёй на помолвке Кемаля и Сибель, с просьбой написать роман, который был бы историей любви Кемаля и одновременно каталогом музея.
В книге появляются и упоминаются персонажи других романов Памука: «Джевдет-бей и его сыновья», «Дом тишины», «Чёрная книга», «Снег».

## Связанные произведения. Музей
По словам Орхана Памука, идея создания музея с вещами из повседневной жизни возникла у него в 1990-е годы. Тогда он хотел в один и тот же день открыть музей и издать роман, который являлся бы музейным каталогом. В 1998 году Памук купил с этой целью 120-летнее здание в квартале Чукурджума, в котором позднее и был размещён музей. По признанию Памука, он покупал на блошиных рынках, в букинистических магазинах и у коллекционеров посуду, ключи, часы и другие вещи, которые могли бы использовать персонажи его романа.
Позднее Памук написал «Музей невинности», однако книга стала не каталогом, а романом. Музей был открыт в 2012 году, и Памук, всё ещё чувствуя необходимость каталога музейной коллекции, написал и опубликовал «Невинность вещей», а в 2015 году британский режиссёр Грант Джи в сотрудничестве с Памуком снял по мотивам романа документальный фильм «Невинность воспоминаний». По замыслу Памука, музей и книгу можно воспринимать и независимо друг от друга.
Незадолго до открытия Музея невинности Памук выпустил манифест музеев, где изложил своё видение музеев будущего. По его замыслу, новые небольшие музеи должны представлять человека, а не государство, в отличие от больших и дорогих музеев прошлого. По словам Памука, «Музей невинности в Стамбуле — очень необычный музей: это одновременно и музей любви, и музей книги, и музей истории города 1940—1990 годов»
В последней главе романа помещён билет, по которому можно один раз пройти в музей.
В 2014 году Музей невинности стал европейским музеем года по решению Европейского музейного форума.

## Переводы
На английский язык роман перевела Морин Фрили. Этот перевод вошёл в короткий список Премии «Индепендент» за переводную прозу (2011).
На русском языке «Музей невинности» был впервые издан в 2009 году в переводе Аполлинарии Аврутиной.